# Vyšné nad Hronom
Vyšné nad Hronom este o comună slovacă, aflată în districtul Levice din regiunea Nitra. Localitatea se află la altitudinea de 152 m deasupra n.m., se întinde pe o suprafață de 6,47 km2 și în 2017 număra 183 de locuitori.

## Istoric
Localitatea Vyšné nad Hronom este atestată documentar din 1264.

## Demografie
| An:                | 1994 | 2004   | 2014   | 2024   |
| ------------------ | ---- | ------ | ------ | ------ |
| Număr de persoane: | 195  | 192    | 183    | 176    |
| Diferență:         |      | −1,53% | −4,68% | −3,82% |

| An:                | 2023 | 2024   |
| ------------------ | ---- | ------ |
| Număr de persoane: | 173  | 176    |
| Diferență:         |      | +1,73% |